# Христо Хаджиев
Христо Тодоров Хаджиев е български публицист, редактор и предприемач.

## Биография
Роден е на 7 ноември 1876 г., в гр. Ловеч.
През 1910 г. поставя началото на списание „Детска радост“.
В края на 1911 г. се премества в София и преподава в немското частно училище. Участва в Балканската и Междусъюзническата война.
На 14 май 1918 г. става един от съоснователите на Акционерното дружество за книгопечатане и издателство „Хемусъ“. От 1919 до 1923 г. е редактор на списание „Детска радост“. От 1923 г. до 1947 г. е директор и главен редактор на издателство „Хемусъ“.
Умира на 5 декември 1952 г., в София.

## Принос
В своята редакторска дейност и с правомощията, които притежава в качеството си на директор, Христо Хаджиев определя издателската политика на „Хемусъ“, като подписва договори за издаване творбите на редица български и чужди автори.

Сключва издателски договори за произведенията на Христо Смирненски, Елин Пелин, Ран Босилек, Пенчо Славейков, П. К. Яворов, Иван Вазов, Алеко Константинов, Дора Габе, Чудомир. Издава творби на Г. С. Раковски, Петко Рачев Славейков, Любен Каравелов, Иван Богоров, Добри Чинтулов, Христо Ботев, П. Ю. Тодоров, Мара Белчева, Александър Балабанов, Антон Страшимиров, Михаил Арнаудов и други. Някои от тези автори са издадени за първи път в България, от „Хемусъ“, с редакторската преценка на Христо Хаджиев. 